# Oxyrhopus fitzingeri
Oxyrhopus fitzingeri är en ormart som beskrevs av Tschudi 1845. Oxyrhopus fitzingeri ingår i släktet Oxyrhopus och familjen snokar.
Arten förekommer i Ecuador och Peru. Honor lägger ägg.

## Underarter
Arten delas in i följande underarter:
- O. f. fitzingeri
- O. f. frizzelli